# The International (Dota 2)
The International is een jaarlijks gehouden e-sportevenement dat wordt georganiseerd door Valve Corporation.

## Geschiedenis
Het eerste evenement vond plaats in Keulen in 2011 en werd gehouden vlak na de lancering van het spel Dota 2. Er was een totale prijzenpot van 1,6 miljoen dollar te verdelen onder de deelnemers.
Van 2012 tot 2017 werden evenementen van The International gehouden in Seattle. De totale prijzenpot steeg elk jaar, en bereikte in 2015 een bedrag van 18 miljoen dollar.
De editie in 2016 van The International brak het record van grootste prijzenpot in de geschiedenis van e-sports met een totaal van meer dan $20 miljoen. Vanaf 2015 begon Valve ook met kleinere seizoenstoernooien die The Majors genoemd worden. De eerste versie van de Majors nam plaats in Frankfurt in Duitsland, de tweede in Shanghai in China. In 2017 werd The International in Seattle gewonnen door de spelers van het Nederlandse Team Liquid. Uit een totale prijzenpot van $24,8 miljoen ging het Nederlandse team naar huis met $10,8 miljoen.
Het achtste toernooi werd gehouden in het Canadese Vancouver, en in 2019 wordt het evenement gehouden in Shanghai, China.

## Uitslagen

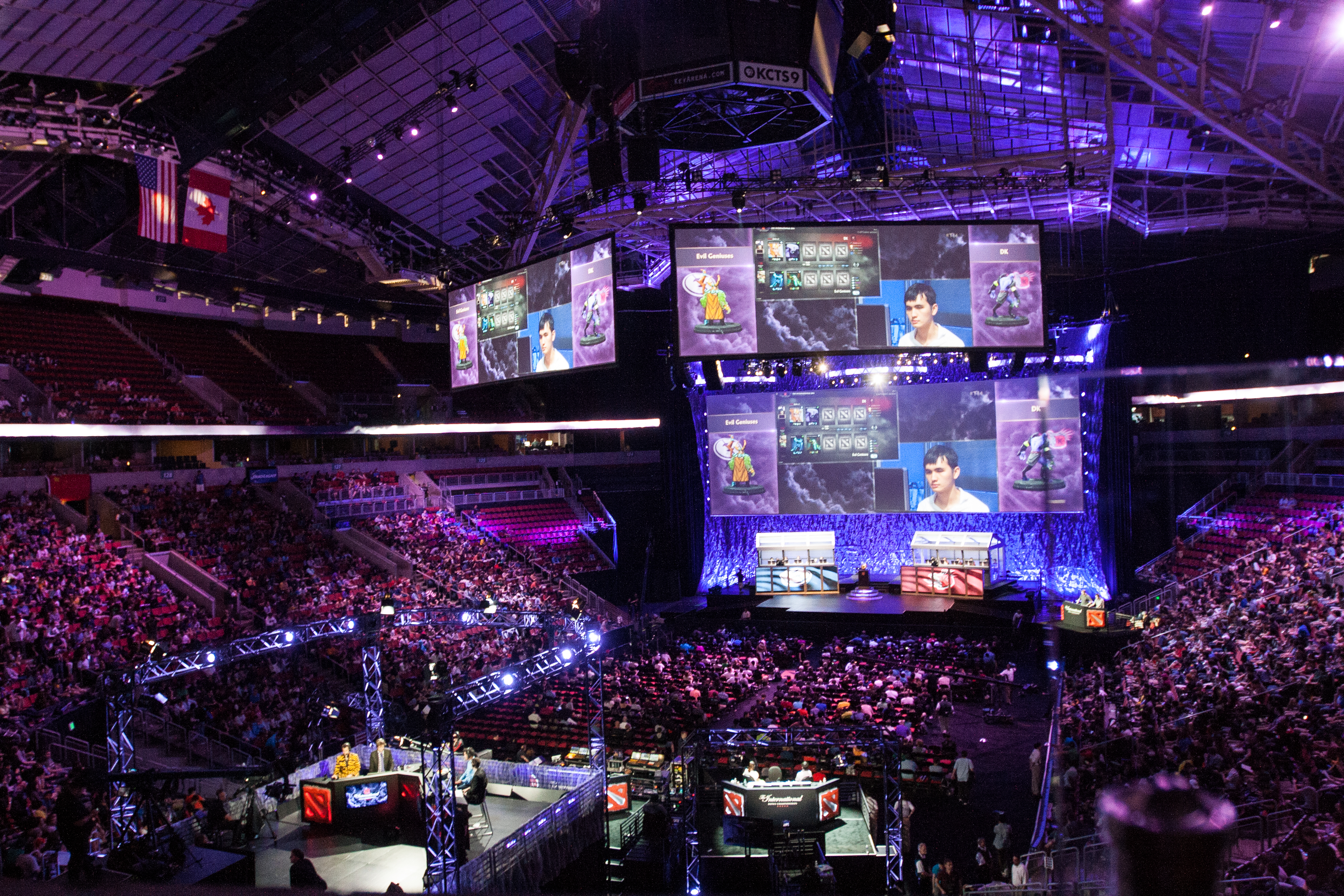
The International in 2014.

Een lijst van gewonnen teams met het prijzengeld in dollars.
2011
- 1e, Natus Vincere, 1.000.000
- 2e, EHOME, 250.000
- 3e, Scythe Gaming, 150.000

2012
- 1e, Invictus, 1.000.000
- 2e, Natus Vincere, 632.364
- 3e, LGD Gaming, 150.000

2013
- 1e, Alliance, 1.437.190
- 2e, Natus Vincere, 632.364
- 3e, Orange esports, 287.438

2014
- 1e, Newbee, 5.028.308
- 2e, Vici Gaming, 1.475.699
- 3e, Evil Geniuses, 1.038.455

2015
- 1e, Evil Geniuses, 6.616.014
- 2e, CDEC Gaming, 2.848.562
- 3e, LGD Gaming, 2.205.338

2016
- 1e, Wings Gaming, 9.139.002
- 2e, Digital Chaos, 3.427.126
- 3e, Evil Geniuses, 2.180.898

2017
- 1e, Team Liquid, 10.862.683
- 2e, Newbee, 3.950.067
- 3e, LGD.Forever Young, 2.592.231

2018
- 1e, OG, 11.190.158
- 2e, PSG.LGD, 4.069.148
- 3e, Evil Geniuses, 2.670.379

2020-2021
- 1e: Team Spirit
- 2e: LGD Gaming
- 3e: Team Secret

2021-2022
- 1e, Tundra, 8.518.000
- 2e, Team Secret, 2.461.000
- 3e, Team Liquid, 1.703.000

## Media
De evenementen van The International zijn uitgezonden via het streamingplatform Twitch. Elk jaar worden uitzendingen voorzien van commentaar en analyses rondom de wedstrijden. Ook wordt er soms een uitzending verzorgd voor nieuwe kijkers die nog onbekend zijn met het spel en de spelregels.
Vanaf The International 2014 maakte Valve bekend dat wedstrijden ook worden uitgezonden door de Amerikaanse sportzender ESPN.